# Montana VS
| VS ist das Kürzel für den Kanton Wallis in der Schweiz. Es wird verwendet, um Verwechslungen mit anderen Einträgen des Namens Montana zu vermeiden. |

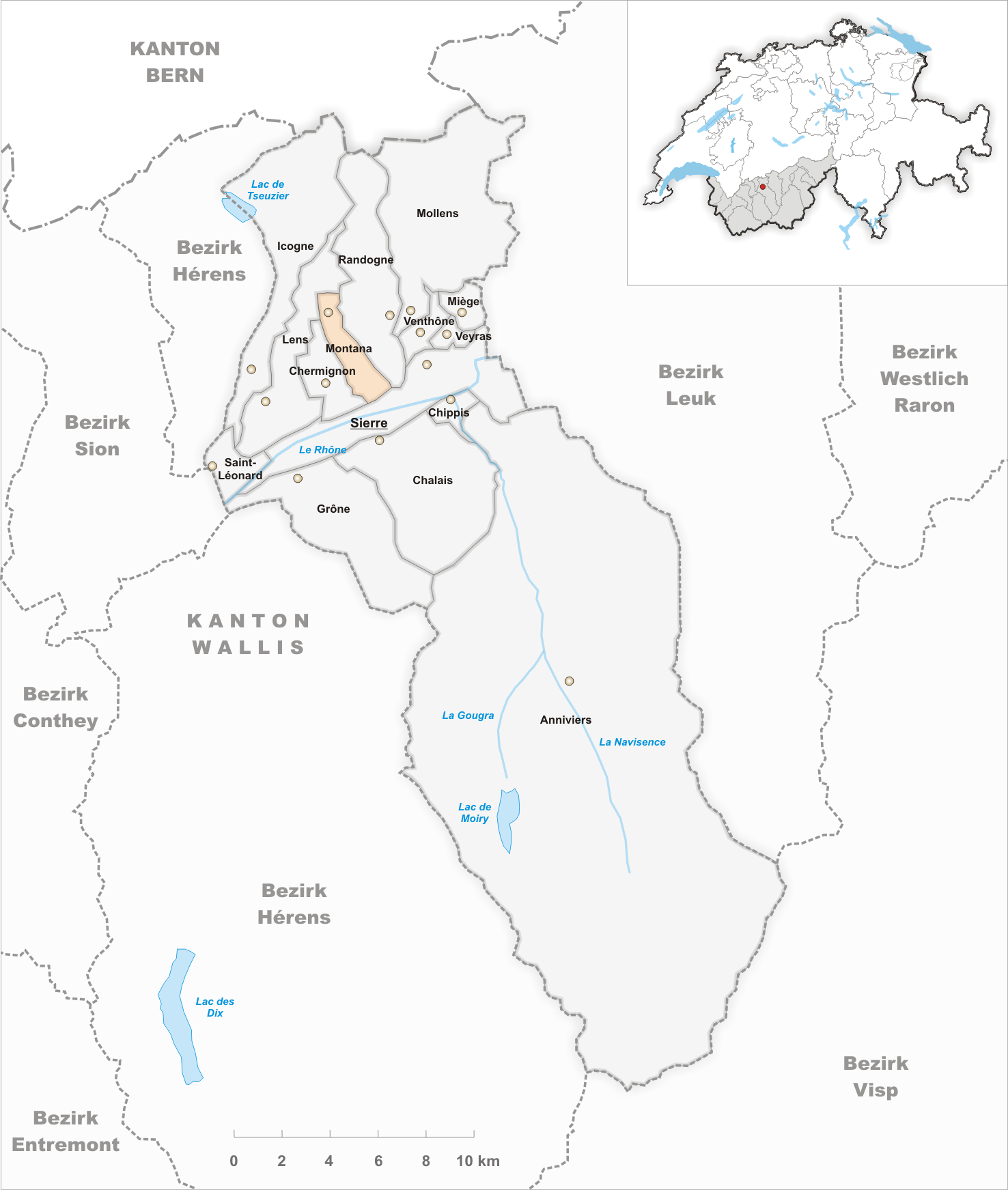
Gemeindestand vor der Fusion am 1. Januar 2017

Montana ist eine Pfarrgemeinde des Dekanats Siders sowie eine Burgergemeinde mit einem Burgerrat im Bezirk Siders und war bis am 31. Dezember 2016 eine politische Gemeinde im französischsprachigen Teil des Kantons Wallis in der Schweiz. Sie zählt zur Ferienregion Crans-Montana. Am 1. Januar 2017 fusionierte Montana mit den Gemeinden Chermignon, Mollens und Randogne zur neuen Gemeinde Crans-Montana.

## Geographie

Luftbild (1949)

Die ehemalige Gemeinde umfasste neben Montana das Dorf Corin in den Weinbergen, einen Teil von Champzabé, den Weiler Diogne und den Ferienort Montana-Vermala.

## Geschichte
Der Ort wurde im Jahr 1243 erstmals urkundlich erwähnt. Die politische Gemeinde entstand 1905 aus einem Teil der ehemaligen Grossgemeinde Lens.

## Bevölkerung
| Bevölkerungsentwicklung | Bevölkerungsentwicklung | Bevölkerungsentwicklung | Bevölkerungsentwicklung | Bevölkerungsentwicklung | Bevölkerungsentwicklung | Bevölkerungsentwicklung | Bevölkerungsentwicklung | Bevölkerungsentwicklung | Bevölkerungsentwicklung | Bevölkerungsentwicklung |
| ----------------------- | ----------------------- | ----------------------- | ----------------------- | ----------------------- | ----------------------- | ----------------------- | ----------------------- | ----------------------- | ----------------------- | ----------------------- |
| Jahr                    | 1687                    | 1798                    | 1850                    | 1910                    | 1950                    | 2000                    | 2010                    | 2012                    | 2014                    | 2016                    |
| Einwohner               | 151                     | 240                     | 303                     | 547                     | 1715                    | 2305                    | 2377                    | 2368                    | 2385                    | 2386                    |

## Sehenswürdigkeiten
- Liste der Kulturgüter in Crans-Montana

## Tourismus
Enge Strassenzüge mit Hotels und Appartements, Cafés und Restaurants, Geschäften und administrativen Einrichtungen prägen jeweils das Zentrum von Crans-sur-Sierre und Montana. Zur Hauptsaison herrscht ein hohes Verkehrsaufkommen. An den Ortsrändern liegen mehrere Weiher mit Grünflächen.
Bekannt geworden ist Crans-Montana durch zahlreiche Veranstaltungen im alpinen Skisport, so wurden die Alpinen Skiweltmeisterschaften 1987 in Crans-Montana ausgetragen. Insgesamt gibt es 160 Kilometer Skipisten. Am Südrand des Plaine-Morte-Gletschers nördlich des Ortes gibt es drei Skilifte, die das Skifahren auch im Sommer ermöglichen.
Der mit zwei Golfplätzen (9 und 18 Loch) präsente Golf-Club Crans-sur-Sierre veranstaltet jährlich das Omega European Masters.
Merkwürdig ist der Étang de la Moubra.

## Verkehr
Die Standseilbahn Sierre-Montana-Crans verbindet Montana mit Sierre.